# 彰化縣彰化市泰和國民小學
彰化縣彰化市泰和國民小學（簡稱泰和國小），位於臺灣彰化縣彰化市，是一所縣立國民小學。學區包含彰化市阿夷里、寶廍里、茄苳里、古夷里（7～10鄰），創校於1921年，迄今已有百年歷史。

## 學校沿革
彰化縣彰化市泰和國民小學的校史可追溯到日治時期大正10年（1921）4月1日，當時並不是一所獨立的學校，而是大竹公學校的阿夷分離教室。大正11年（1921）4月阿夷分離教室廢止，改設阿夷分教場。
昭和13年（1938年）3月大竹公學校阿夷分教場廢止，成立彰北公學校，首任校長為大坪弘文。自此從大竹公學校的分部變成一所獨立完整的學校。昭和16年（1941）4月彰北公學校改名為彰化市寶國民學校，民國34年（1945）8月更名為彰化市阿夷國民學校，吳江水校長是光復後的第一任校長。民國58年（1969）1月15日彰化市阿夷國民學校改稱為彰化縣泰和國民小學。
民國77年（1988）改升為智類學校。民國85年（1986）1月，專科教室大樓竣工，彰化縣政府借用該樓設置彰化縣特殊教育資源中心。民國86年（1997） 8月學生營養午餐開辦，同年游泳館啟用，游泳教學隨之展開。民國101年（2012）中央廚房完工，逐年供應週圍學校師生營養午餐。民國104年（2015）中央補助興建的彰北運動中心落成，縣府規劃委外經營。

## 歷任校長
以下第一至第十六任校長引自《新修彰化縣志》
| 任次     | 姓名     | 任期              |
| -------- | -------- | ----------------- |
| 日治時期 |          |                   |
| 首任     | 大坪弘文 | 1938年～1941年    |
| 第二任   | 永江仟吾 | 1941年～1945年    |
| 戰後時期 |          |                   |
| 第三任   | 吳江水   | 1945年～1949年    |
| 第四任   | 劉張星   | 1949年～1950年    |
| 第五任   | 張清機   | 1950年～1961年    |
| 第六任   | 徐榮秀   | 1961年～1962年    |
| 第七任   | 邱再興   | 1962年～1968年    |
| 第八任   | 王樹金   | 1968年～1972年    |
| 第九任   | 林灯燦   | 1972年～1977年    |
| 第十任   | 施新法   | 1977年～1979年    |
| 第十一任 | 洪恭禮   | 1979年～1991年    |
| 第十二任 | 施仲榮   | 1991年～1997年    |
| 第十三任 | 施東陽   | 1997年～2007年    |
| 第十四任 | 洪文黎   | 2007年～2010年    |
| 第十五任 | 王春凌   | 2010年～2016年    |
| 第十六任 | 楊式愷   | 2016年～2021年    |
| 第十七任 | 盧焜煌   | 2021年~2025年     |
| 第十八任 | 謝宗翰   | 2025年8月1日~現任 |

## 學校特色
民國86年（1997）年游泳館完工之後，三到六年級的體育課排入游泳課程。每年的五月、六月、九月、十月課表彈性調整，原則上每週連排兩節體育課進行游泳教學。
2010~2015年獲得上級經費補助，設立中央廚房（2012年）和彰北運動中心（2015年）。中央廚房供應泰和國小與鄰近的中山國小和民生國小營養午餐，每日供餐數約4200份；彰北運動中心提供了彰化民眾多種類運動場所。